# Magic (песня Кайли Миноуг)
«Magic» — песня австралийской певицы Кайли Миноуг, вышедшая 24 сентября 2020 года в качестве второго сингла с пятнадцатого студийного альбома Disco (2020). Миноуг написала песню совместно с соавторами Daniel Davidsen, Michelle Buzz, Peter Wallevik и Teemu Brunila, а продюсером был Ph. D.

## История
21 сентября 2020 года Миноуг анонсировала сингл в своих социальных сетях, указав его название имя и обложку, релиз которого состоится на следующей неделе. Песня дебютировала 24 сентября в утренней шоу-программе The Zoe Ball Breakfast Show и был запущен на музыкальных сервисах в 8 утра по британскому времени. Песня была выпущена как сингл, продолжительностью три минуты тридцать четыре секунды; вырезка из альбома продолжительностью четыре минуты и десять секунд вместе с заглавным альбомным синглом Disco «Say Something» появилась вместе с треком на серверах потоковой передачи. Певица для продвижения дала интервью программе «Smallzy’s Surgery» на австралийской радиостанции Nova 96.9.

## Музыкальное видео
Миноуг рассказала в интервью SiriusXM, что режиссёром клипа на трек была английский режиссер Софи Мюллер, которая ранее снимала видео на песню «Say Something». Видео было снято в ночном клубе Fabric, Farringdon, London. Продюсерами фильма выступили Крис Мердок и Джульетт Ларт. 23 сентября Миноуг объявила, что на её аккаунте канала YouTube состоится премьера на следующий день.

## Список треков
Цифровой сингл
1. «Magic» (сингловая версия) — 3:34
2. «Magic» — 4:11
3. «Say Something» — 3:32

## Чарты
| Чарт (2020)                               | Высшая позиция |
| ----------------------------------------- | -------------- |
| Венгрия (Single Top 40)                   | 10             |
| Шотландия (OCC Scotland)                  | 9              |
| Великобритания (OCC UK Singles)           | 75             |
| Великобритания (OCC UK Indie)             | 11             |
| Великобритания (OCC UK Singles Downloads) | 25             |